# Шор, Мириам
Мириам Шор (англ. Miriam Shor, род. 25 июля 1971) — американская актриса театра.

## Ранние годы
Шор родилась в Миннеаполисе, штат Миннесота. Она имеет еврейские корни и свободно говорит на идише, а также на итальянском языке. Её родители развелись, когда ей было 7 лет, и она поочередно жила то с матерью, то с отцом. Она училась в Мичиганском университете, где сыграла множество ролей в различных постановках.

## Карьера
После переезда в Нью-Йорк Шор получила несколько заметных ролей на театральной сцене, в особенности в мюзикле «Хедвиг и злосчастный дюйм». В 2001 году она сыграла в киноверсии мюзикла с одноимённым названием, за что получила признание критиков и несколько наград и номинаций. В ходе 2000-х у неё были гостевые роли в телесериалах «Западное крыло» и «Меня зовут Эрл», а также роли второго плана в фильмах «Ослеплённый желаниями», «Клуб «Shortbus»» и «Сладкая полночь». Кроме того у неё были роли в недолго живущих телесериалах «Потом появился ты» (2000), «Внутри Шварц» (2001—2002), «Особенный день» (2006—2007) и «Город свингеров» (2008). Шор озвучила Дайану Макклинток в игре BioShock в 2007 году.
С 2007 по 2010 год Шор появилась в пяти эпизодах сериала «Схватка», а в 2011 году снялась в мини-сериале «Милдред Пирс». В 2012 году она исполнила одну из главных ролей в сериале канала ABC «Благочестивые стервы», вместе с Лесли Бибб, Кристин Ченовет, Энни Поттс, Дженнифер Аспен и Марисоль Николс. Сериал был закрыт после одного сезона. После второстепенной роли в сериале «Хорошая жена», Шор начала сниматься в ситкоме TV Land «Юная», который стартовал в 2015 году.

## Фильмография

### Фильмы
| Год  | Название на русском       | Название на английском         | Роль           | Примечания             |
| ---- | ------------------------- | ------------------------------ | -------------- | ---------------------- |
| 1999 | Энтропия                  | Entropy                        | Blind Date     |                        |
| 1999 |                           | Flushed                        | Стефани        |                        |
| 1999 | Пусть идет снег           | Snow days                      | Бет            |                        |
| 2000 | Ослеплённый желаниями     | Bedazzled                      | Кэрол          |                        |
| 2001 | Хедвиг и злосчастный дюйм | Hedwig and the Angry Inch      | Ицхак          |                        |
| 2002 |                           | Set Set Spike                  | Мать           | Короткометражный фильм |
| 2003 | Второе рождение           | Second Born                    | Лаура          |                        |
| 2004 | Фунты                     | Lbs.                           | Лара Гриффин   |                        |
| 2005 | Пицца                     | Pizza                          | Ванесса        |                        |
| 2006 | Клуб «Shortbus»           | Shortbus                       | Шерил          |                        |
| 2007 | Сладкая полночь           | The Cake Eaters                | Стефани        |                        |
| 2008 |                           | Puppy Love                     | Энн            |                        |
| 2012 | То, что она сказала       | That’s What She Said           | Рода           |                        |
| 2014 | Сама жизнь                | 5 Flights Up                   | Леди           |                        |
| 2015 | Пуэрториканцы в Париже    | Puerto Ricans in Paris         | Sargent Nora   |                        |
| 2020 | Исчезнувшие               | Lost Girls                     | Лоррейн        |                        |
| 2020 | Полночное небо            | The Midnight Sky               | жена Митчелла  |                        |
| 2023 | Стражи Галактики. Часть 3 | Guardians of the Galaxy Vol. 3 | Вим            |                        |
| 2023 | Маэстро                   | Maestro                        | Синтия О’Нил   |                        |
| 2023 | Американское чтиво        | American Fiction               | Паула Бадерман |                        |

### Телевидение
| Год       | Название на русском                   | Название на английском       | Роль               | Примечания                             |
| --------- | ------------------------------------- | ---------------------------- | ------------------ | -------------------------------------- |
| 2000      | Фирменный рецепт                      | Becker                       | Рози               | Эпизод: «Old Yeller»                   |
| 2000      | Потом появился ты                     | Then Came You                | Черил              | Регулярная роль, 10 эпизодов           |
| 2001      | Последний срок                        | Deadline                     | Рэйчел Блэйк       | Эпизод: «Just Lie Back»                |
| 2001-2002 | Внутри Шварца                         | Inside Schwartz              | Джули Херменн      | Регулярная роль, 11 эпизодов           |
| 2003      | Шоу Дэна                              | The Dan Show                 | Мэри Элис          | Пилот                                  |
| 2004      |                                       | Married to the Kellys        | Джастин            | Эпизод: «Double Dating»                |
| 2004      | Западное крыло                        | The West Wing                | Кристин            | Эпизод: «King Corn»                    |
| 2006      | Меня зовут Эрл                        | My Name Is Earl              | Гвен Уотерс        | Эпизод: «BB»                           |
| 2006-2007 | Особенный день                        | Big Day                      | Бекка              | Регулярная роль, 12 эпизодов           |
| 2007      | Закон и порядок: Преступное намерение | Law & Order: Criminal Intent | Ребекка Слейтер    | Эпизод: «30»                           |
| 2008      | Город свингеров                       | Swingtown                    | Джанет Томпсон     | Регулярная роль, 13 эпизодов           |
| 2009      | Смертельно скучающий                  | Bored to Death               | Бонни              | Эпизод: «The Case of the Stolen Sperm» |
| 2007-2010 | Схватка                               | Damages                      | Кэрри Парсонс      | 5 эпизодов                             |
| 2011      | Милдред Пирс                          | Mildred Pierce               | Анна               | Мини-сериал, 4 эпизода                 |
| 2012      | Благочестивые стервы                  | GCB                          | Крикет Карут-Райли | Регулярная роль, 10 эпизодов           |
| 2012-2014 | Хорошая жена                          | The Good Wife                | Мэнди Пост         | 5 эпизодов                             |
| 2015-2021 | Юная                                  | Younger                      | Диана              | Регулярная роль                        |
| 2016      | Джессика Джонс                        | Jessica Jones                | Алиса Джонс        | Эпизод: «AKA WWJD?»                    |